# Melanie Oudin

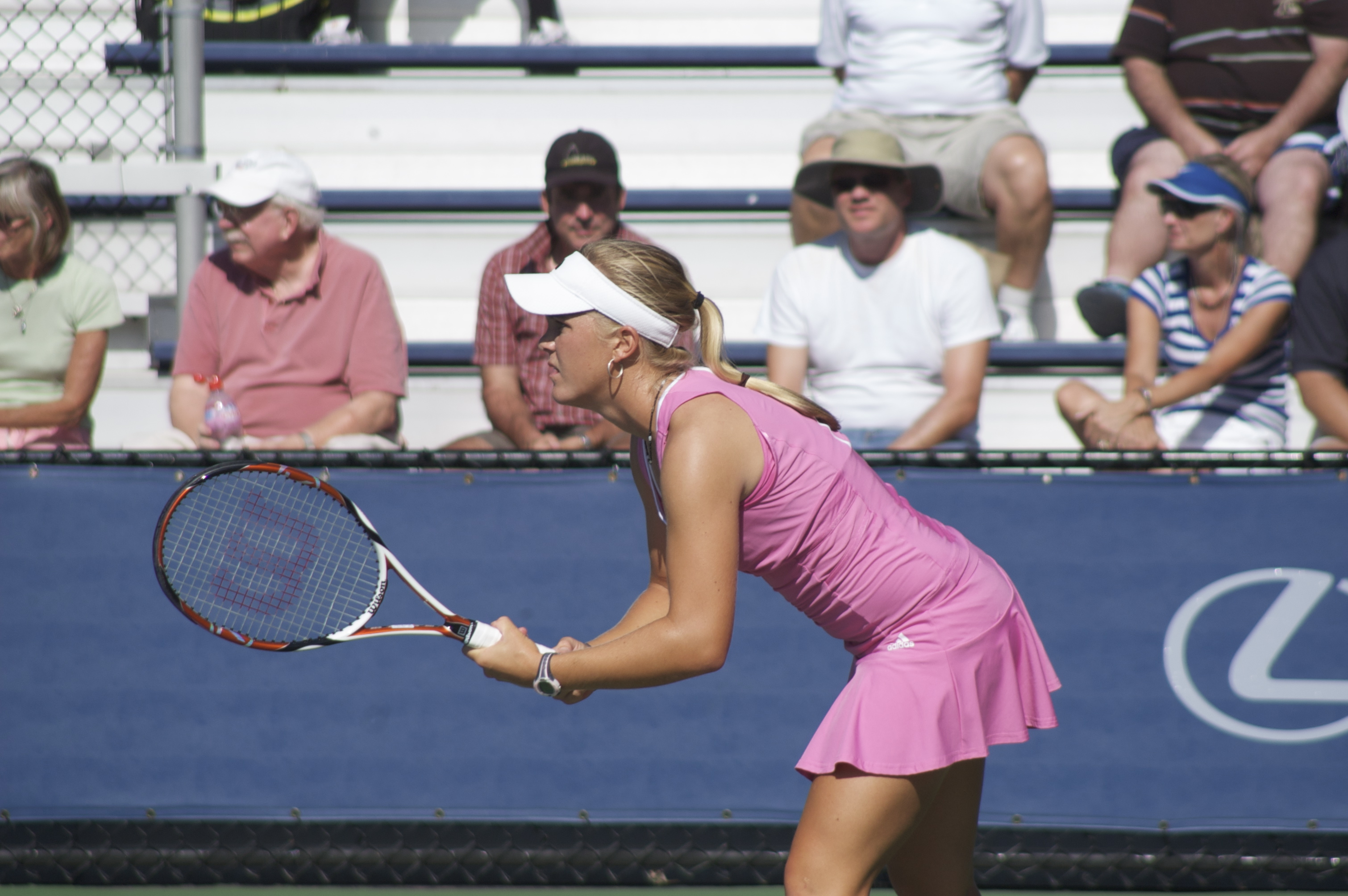
Melanie Oudin

Melanie Jennings Oudin (Marietta, Geòrgia, Estats Units, 23 de setembre de 1991) és una jugadora de tennis professional estatunidenca retirada.
En el seu palmarès destaca l'US Open aconseguit l'any 2011 en la modalitat de dobles mixts. Individualment va aconseguir un únic títol que li va permetre arribar al 31è lloc del rànquing individual. En la modalitat de dobles femenins no va aconseguir disputar cap final i va ocupar la 125a posició del rànquing. També va formar part de l'equip estatunidenc de la Fed Cup en diverses ocasions. En la seva etapa com júnior fou número 2.
Va anunciar la seva retirada l'any 2017 a l'edat de 25 anys a causa de diverses lesions que li impedien competir.

## Torneigs de Grand Slam

### Dobles mixts: 1 (1−0)
| Resultat   | Núm. | Any  | Torneig | Parella   | Oponents                     | Marcador            |
| ---------- | ---- | ---- | ------- | --------- | ---------------------------- | ------------------- |
| Guanyadora | 1.   | 2011 | US Open | Jack Sock | Gisela Dulko Eduardo Schwank | 7−6(4), 4−6, [10−8] |

## Palmarès

### Individual: 1 (1−0)
| Resultat   | Núm. | Data               | Torneig                | Superfície | Oponent         | Marcador |
| ---------- | ---- | ------------------ | ---------------------- | ---------- | --------------- | -------- |
| Guanyadora | 1.   | 18 de juny de 2012 | Birmingham, Regne Unit | Gespa      | Jelena Janković | 6−4, 6−2 |

### Dobles mixts: 1 (1−0)
| Resultat   | Núm. | Data               | Torneig               | Superfície | Parella   | Oponents                     | Marcador             |
| ---------- | ---- | ------------------ | --------------------- | ---------- | --------- | ---------------------------- | -------------------- |
| Guanyadora | 1.   | 29 d'agost de 2011 | US Open, Estats Units | Dura       | Jack Sock | Gisela Dulko Eduardo Schwank | 7−6(4)3, 4−6, [10−8] |

## Trajectòria

### Individual
| Open d'Austràlia | A   | 1R | 1R | 1R  | Q1 | 1R  | A   | 0 / 4 | 0 – 4 |
| Roland Garros | A   | A  | 1R | 1R  | 2R | 2R  | Q2  | 0 / 4 | 2 – 4 |
| Wimbledon | A   | 4R | 2R | 1R  | 1R | 1R  | Q3  | 0 / 5 | 4 – 5 |
| US Open | 1R  | QF | 2R | 1R  | 1R | Q1  | Q3  | 0 / 5 | 5 – 5 |
| Rànquing a final d'any | 177 | 49 | 65 | 139 | 84 | 127 | 165 |       |       |
| Llegenda: G: Guanyadora; F: Finalista; SF: Semifinalista; QF: Quarts de final; Q: Qualificació; A: Absent; RR: Round Robin; |     |    |    |     |    |     |     |       |       |

### Dobles femenins
| Open d'Austràlia | A   | A   | A   | 1R  | 1R  | A   | A   | A   | A   | 0 / 2 | 0 – 2 |
| Roland Garros | A   | A   | A   | 2R  | 1R  | A   | 1R  | A   | A   | 0 / 3 | 1 – 3 |
| Wimbledon | A   | A   | Q   | 1R  | 1R  | A   | 1R  | A   | A   | 0 / 3 | 0 – 3 |
| US Open | 1R  | 1R  | 1R  | 2R  | 1R  | 1R  | 2R  | 1R  | 1R  | 0 / 9 | 2 – 9 |
| Rànquing a final d'any | 837 | 432 | 318 | 138 | 155 | 209 | 192 | 219 | 798 |       |       |
| Llegenda: G: Guanyadora; F: Finalista; SF: Semifinalista; QF: Quarts de final; Q: Qualificació; A: Absent; RR: Round Robin; |     |     |     |     |     |     |     |     |     |       |       |

## Guardons
- WTA Newcomer of the Year (2009)